# MAGiCO
『MAGiCO』（マジコ）は、佐久間力による日本のサッカー漫画。『月刊少年ライバル』（講談社）にて、2008年9月号から2014年6月号まで連載された。単行本は全17巻。

## あらすじ
世界を魅了するサッカー選手になるのが夢のブラジル帰りの少年・伊達蔵希（だて くらき）は、強豪ユースチームに加入するがそのチームプレイに嫌気がさし、試合相手の弱小・撫子高校サッカー部に入部。蔵希が魅せる60の魔法（マジコ）と呼ばれるスーパープレイで、撫子高校を勝利へ導く。

## 登場キャラクター
伊達蔵希（だて くらき）
赤星圭吾（あかほし けいご）
斎藤光（さいとう ひかる）
加藤剛志（かとう つよし）
吉村一（よしむら はじめ）
天野星図（あまの せいと）
貴田貴（きだ たかし）
脇坂直人（わきさか なおと）
神足類（こうたり るい）

## 単行本
1. 2008年12月4日発売[1]ISBN 978-4-06-380021-0
2. 2009年4月3日発売[2]ISBN 978-4-06-380037-1
3. 2009年8月4日発売[3]ISBN 978-4-06-380064-7
4. 2009年12月4日発売[4]ISBN 978-4-06-380081-4
5. 2010年4月2日発売[5]ISBN 978-4-06-380093-7
6. 2010年11月4日発売[6]ISBN 978-4-06-380135-4
7. 2011年3月4日発売[7]ISBN 978-4-06-380154-5
8. 2011年6月3日発売[8]ISBN 978-4-06-380166-8
9. 2011年10月4日発売[9]ISBN 978-4-06-380185-9
10. 2012年3月2日発売[10]ISBN 978-4-06-380205-4
11. 2012年7月4日発売[11]ISBN 978-4-06-380222-1
12. 2012年11月2日発売[12]ISBN 978-4-06-380240-5
13. 2013年3月4日発売[13]ISBN 978-4-06-380258-0
14. 2013年7月4日発売[14]ISBN 978-4-06-380276-4
15. 2013年11月1日発売[15]ISBN 978-4-06-380291-7
16. 2014年3月4日発売[16]ISBN 978-4-06-381308-1
17. 2014年7月4日発売[17]ISBN 978-4-06-381327-2